# パトリオット・デイ
『パトリオット・デイ』（原題: Patriots Day）は、2016年制作のアメリカ合衆国のサスペンス映画。
2013年に発生したボストンマラソン爆弾テロ事件の事件発生からわずか102時間で犯人逮捕に至った顛末を描く。タイトルの「パトリオット・デイ」（愛国者の日）とは、アメリカ合衆国のマサチューセッツ州、メイン州、ウィスコンシン州の3州において4月の第3月曜日に制定されている祝日で、毎年ボストンマラソンが開催される日である。

## 製作
『ローン・サバイバー』、『バーニング・オーシャン』でも組んだピーター・バーグ監督、マーク・ウォールバーグ主演。
原作は、ジャーナリストのケイシー・シャーマン、ボストン・ヘラルド紙のリポーター、デイヴ・ウェッジが執筆した「ボストン・ストロング（原題：Boston Strong）」。
米国では2016年12月21日から7つの劇場で限定公開され、2017年1月13日より3,120館に拡大公開した。日本では2017年6月9日公開した。

## あらすじ
2013年4月15日。毎年4月の第3月曜日「パトリオット・デイ」（愛国者の日）に開催されるボストンマラソンの最中に、爆弾テロ事件が発生する。会場の警備にあたっていたボストン市警察殺人課刑事のトミー・サンダースは、爆発の直後から必死に警察無線で状況を報告しながら、同僚らと共に救護活動を行う。
やがて、FBIの指揮で捜査が始まり、FBI特別捜査官のリック・デローリエは事件をテロと断定。ボストン市警察との合同捜査の末、監視カメラに映っていた「黒い帽子」と「白い帽子」の2人の男が容疑者として浮かび上がる。犯人に対し激しい怒りを抱えるトミーは、すぐに2人の顔写真を公表すべきと主張するが、決定的な証拠を得られないことからリックは公表を許可せず、市民からの情報を募る。
ところが、民間の調査機関や報道機関などが全くの別人を犯人とした情報を流し始め、混乱が拡大したことから、リックは「黒い帽子」と「白い帽子」ことタメルラン・ツァルナエフとジョハル・ツァルナエフの顔写真を公開する。テレビで自分たちの情報が報道されていると知ったタメルランは、ジョハルを連れて自宅を去り、さらなるテロを行うため、爆弾を積んだ車でニューヨークへ向かおうとする。
タメルランは「自分も銃が欲しい」とぼやくジョハルに「自分で奪え」と命じ、マサチューセッツ工科大学の警備に当たっていた警察官ショーン・コリアー巡査を襲撃、抵抗されて射殺するが、ホルスターから拳銃を抜けず手間取っているところで近くの建物から人が出てきたため、銃を奪うことができないまま逃走する。さらに、足がつかないよう車を交換することを考えたツァルナエフ兄弟は、路上駐車していたメルセデス・ベンツのSUVに目をつけ、所有者の中国人留学生ダン・マンを脅して車を乗っ取り、彼を人質にする。途中、ATMでダンの口座から下ろせるだけの現金を下ろし、食料品購入と給油のためガソリンスタンドに立ち寄るも、ダンが勇気を振り絞り、一瞬の隙を突いて脱出する。道を挟んだ別のガソリンスタンドの店内へ駆け込んだダンは、店員に事情を話し、警察へ通報する。タメルランらは、ダンの追跡をあきらめ逃走し、乗換えの車を物色することにする。
ダンからの通報を得た警察は、盗まれた車の捜索を開始する。ウォータータウンにて、停車中の不審なSUVを見つけた1台のパトカーが確認のため近づくと、拳銃を手に車外へ出てきたタメルランがいきなり発砲する。続々と応援のパトカーが駆け付け、住宅街で銃撃戦が始まる。警官達は拳銃やアサルトライフル等を使い応戦するものの、ジョハルも兄に続き手作りの爆弾を投げて抵抗し、多くの警察官が負傷する。ベテラン警官のジェフによる咄嗟の機転で足を撃たれたタメルランは、警官たちとの取っ組み合いの末、近隣住民から提供されたハンマーで殴られ捕獲される。だが、兄からニューヨークへ向かうよう指示を受けたジョハルは、盗んだSUVに乗り警官隊の弾幕を突っ切って逃走する。トミーら警官隊が追いついた時には、既にSUVは乗り捨てられており、ジョハルは徒歩で逃げおおせている。取り押さえられたタメルランは、逃走の際にジョハルにはねられており、病院に搬送されるも死亡が確認される。
翌日、ボストン広域に戒厳令に近い外出禁止令が出され、周辺地域の警察・FBI・SWATなどが出動し、各家庭を1軒ずつ虱潰しに捜索するローラー作戦を展開する。すると、ある家の主人がシートで覆った庭のボートの異変に気付き、「容疑者が隠れているかもしれない」と警察へ通報する。駆けつけたトミーは、ボートの中に人がいることを確認する。すぐに大勢の武装した警察官が駆け付け、ボートは包囲される。スタングレネードを用いて威嚇を行い投降を促すと、ボートの中からジョハルが現れる。容疑者逮捕のニュースが流れると、大勢の市民が街道へ繰り出し、警察車両の列を称え歓喜する。
事件後、ボストン市民とアメリカ国民は「ボストン・ストロング（Boston Strong）」を合言葉に団結し、テロに屈しない姿勢を表明する。エンドロールの前には、事件当時の負傷者や警察ら関係者のインタビューが、事件に関する実際の写真や映像を交えつつ流れる。その中には、2016年に開催された第120回ボストンマラソンで、3年前の事件で失った左脚に義足を装着して参加したパトリック・ダウンズがゴールする実際の映像もある。同じく両足に義足を装着して待っていた妻ジェシカ・ケンスキーの元に辿り着き、熱い抱擁を交わすシーンはテレビ中継され、会場では大きな拍手と歓声が起こる。
一連の事件における被害者側の死亡者4名への追悼文が表示され、エンドロールが流れる。

## キャスト
※括弧内は日本語吹替
- トミー・サンダース - マーク・ウォールバーグ（咲野俊介） ：ボストン市警察 巡査部長。しかし、懲戒処分中。
- リック・デローリエ - ケヴィン・ベーコン（山路和弘） ：FBI特別捜査官
- エド・デイヴィス - ジョン・グッドマン（楠見尚己） ：ボストン市警察 警視総監(Commissioner)
- ジェフ・ピュジリーズ - J・K・シモンズ（森功至） ：ウォータータウン警察 巡査部長
- キャロル・サンダース - ミシェル・モナハン（水神のりこ） ：トミーの妻
- ジョハル・ツァルナエフ - アレックス・ウルフ ：爆弾テロ事件の犯人(弟)
- タメルラン・ツァルナエフ - セモ・メリキッゼ ：爆弾テロ事件の犯人(兄)
- ショーン・コリアー - ジェイク・ピッキング ：マサチューセッツ工科大学の警備警官
- ダン・マン - ジミー・O・ヤン ：ベンツSUVを所有する中国人留学生
- ジェシカ・ケンスキー - レイチェル・ブロズナハン ：第117回ボストンマラソンの観客
- パトリック・ダウンズ - クリストファー・オシェイ ：第117回ボストンマラソンの観客
- ビリー・エヴァンス - ジェームズ・コルビー ：ボストン市警察 警視正
- デヴァル・パトリック - マイケル・ビーチ ：マサチューセッツ州知事
- キャサリン・ラッセル - メリッサ・ブノワ ：タメルランの妻
- 尋問官 - カンディ・アレキサンダー
- トーマス・メニーノ - ヴィンセント・カラトーラ ：ボストン市長

## スタッフ
- 監督：ピーター・バーグ
- 脚本：ピーター・バーグ、マット・クック、ジョシュ・ゼッツマー
- 原案：ピーター・バーグ、マット・クック、ポール・タマシー、エリック・ジョンソン
- 製作：スコット・ステューバー、ディラン・クラーク、マーク・ウォールバーグ、スティーヴン・レヴィンソン、ハッチ・パーカー、ドロシー・オーフィエロ
- 製作総指揮：エリック・ジョンソン、ポール・タマシー、ニコラス・ネスビット、ダン・ウィルソン、ジョン・ローガン・ピアソン、ルイス・G・フリードマン
- 音楽：トレント・レズナー、アッティカス・ロス
- 撮影：トビアス・シュリッスラー
- 編集：コルビー・パーカー・Jr.、ガブリエル・フレミング

## 評価
映画批評サイトのRotten Tomatoesは、196件のレビューに基づき80%の評価を示し、評価の平均点を10点中6.8点としている。
映画レビューサービスFilmarksが発表した「2017年6月第2週上映スタート映画の初日満足度ランキング」で、同週公開の邦画『昼顔』『22年目の告白 -私が殺人犯です-』などを抑えて、本作が1位となった。

### 受賞・ノミネート
- 第88回ナショナル・ボード・オブ・レビュー賞
  - 作品賞トップ10の1つに選出[9][10]
  - スポットライト賞受賞（ピーター・バーグ、マーク・ウォールバーグ『バーニング・オーシャン』と合わせて）[11][12]